# Аллилбензол
Аллилбензол (3-фенилпропен) — углеводород, относящийся к классам алкенов и аренов с химической формулой С9H10.

## Физические свойства
Аллилбензол представляет собой бесцветную жидкость с сильным запахом, растворим в бензоле, хлороформе, эфире, алифатических углеводородах, не растворим в воде.

## Химические свойства
- При нагревании в спиртовой щелочи аллилбензол перегруппировывается в 1-фенилпропен CH3CH=CHC6H5.
- Полимеризуется на катализаторах Циглера — Натты с образованием полимера высокой молярной массы (30000-80000). При радикальной полимеризации происходит передача цепи на мономер, что приводит к низкомолекулярным продуктам.

## Методы получения
- Получают аллилбензол взаимодействием фенилмагнийбромида с аллилбромидом[1].
- Расщеплением аллилфенилового эфира фенилмагнийбромидом[1].
- Конденсацией бензола с аллиловым спиртом в присутствии хлорида алюминия AlCl3[1][2].
- Восстановлением фенилаллилового спирта C6H5CH(OH)CH=CH2 натрием в спиртовой среде[1].

## Безопасность
Аллилбензол раздражает кожу, слизистые оболочки глаз и носа, действует на ЦНС.